# NGC 3471
NGC 3471 est une galaxie spirale située dans la constellation de la Grande Ourse. NGC 3471 a été découverte par l'astronome germano-britannique William Herschel en 1801.

## Caractéristiques
La classe de luminosité de NGC 3471 est I et elle présente une large raie HI. Elle renferme également des régions d'hydrogène ionisé. De plus, c'est une galaxie à sursauts de formation d'étoiles dans son noyau.

### Distance
Sa vitesse par rapport au fond diffus cosmologique est de 2 248 ± 10 km/s, ce qui correspond à une distance de Hubble de 33,2 ± 2,3 Mpc (∼108 millions d'al).
À ce jour, sept mesures non basées sur le décalage vers le rouge (redshift) donnent une distance de 28,071 ± 10,479 Mpc (∼91,6 millions d'al), ce qui est à l'intérieur des valeurs de la distance de Hubble. Notons cependant que c'est avec la valeur moyenne des mesures indépendantes, lorsqu'elles existent, que la base de données NASA/IPAC calcule le diamètre d'une galaxie et qu'en conséquence le diamètre de NGC 3471 pourrait être d'environ 18,3 kpc (∼59 700 al) si on utilisait la distance de Hubble pour le calculer. 

### Émission de radiation ultraviolette
NGC 3471 est une galaxie dont le noyau brille dans le domaine de l'ultraviolet. Elle est inscrite dans le catalogue de Markarian sous la cote Mrk 158 (MK 158).

### Luminosité dans l'infrarouge
La luminosité de la galaxie NGC 3471 dans l'infrarouge lointain (de 40 à 400 µm)  est égale à 2,14 × 1010 {\displaystyle L_{\odot }} (1010,33{\displaystyle L_{\odot }}) et sa luminosité totale dans l'infrarouge (de 8 à 1 000 µm) est de 2,95 × 1010 {\displaystyle L_{\odot }} (1010,47{\displaystyle L_{\odot }}).